# Пюсси (станция)
Пю́сси (эст. Püssi raudteejaam) — железнодорожная станция в городе Пюсси на линии Таллин — Нарва. 
Находится на расстоянии 143,6 км от Балтийского вокзала Таллина и 66,3 км от станции Нарва.
Была открыта как станция Изенгоф Балтийской железной дороги в Российской империи.
На станции Пюсси расположены низкий перрон и шесть путей.
На станции останавливаются пассажирские поезда Elron, следующие из Таллина в Нарву, и обратно. Из Таллина в Пюсси поезд идёт 1 час и 48 минут.
| На Таллин |       | На Нарву |
| Кивиыли   | Пюсси |          |
| Кивиыли   | Пюсси | Кохтла   |

## Примечания

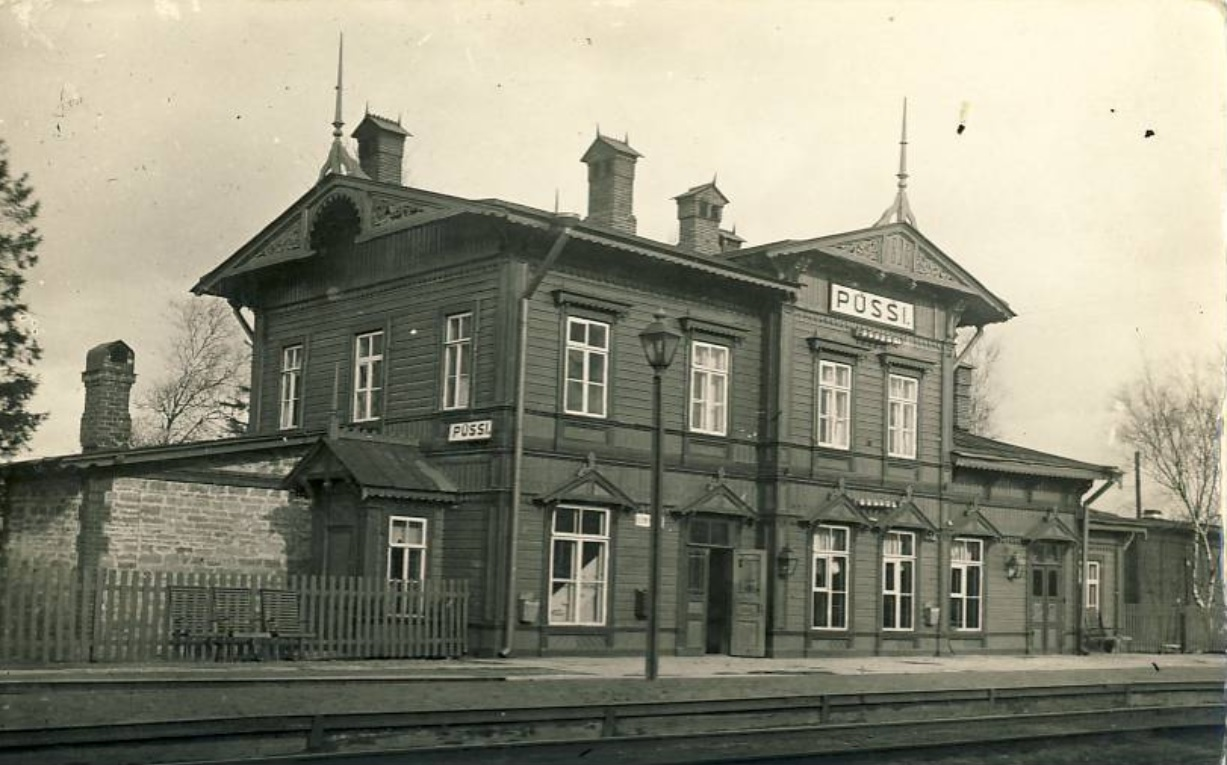
Вокзал Пюсси до II мировой войны